# Juvenal Fernández
Juvenal José Fernández López (Cabimas, estado Zulia, Venezuela; 15 de marzo de 1965) es un militar en reserva activa con el rango de mayor general y autoridad venezolana, que desde el 7 de julio de 2021 fue el comandante general de la Guardia Nacional Bolivariana, componente de gendarmería de la Fuerza Armada Nacional Bolivariana (FANB) de Venezuela.
Ha ocupado varias funciones en su profesión. Entre las más relevantes, ser inspector general de la GNB y comandante del Comando Nacional de Antiextorsión y Secuestro (CONAS).

## Biografía

### Primeros años y estudios
Juvenal nació en la ciudad occidental venezolana de Cabimas, en el estado Zulia. Se formó para ser oficial de comando en la Academia Militar de la Guardia Nacional Bolivariana (UMBV), graduado en Licenciado en Ciencias y Artes Militares, formando parte de la promoción de «Batalla de San Mateo II» de 1990.

### Carrera militar
Fernández ha ejercido varias responsabilidades dentro de su vida militar, entre ellas destaca ser el comandante de la Comando Especial #2, inspector general de la Guardia Nacional Bolivariana, y llevar la jefatura del Comando Nacional de Antiextorsión y Secuestro (CONAS).
El 7 de julio de 2021, el presidente de Venezuela, Nicolás Maduro en el acto de graduandos y ascenso de tenientes y tenientes de corbeta de la Universidad Militar Bolivariana de Venezuela, lo asigna como nuevo comandante general de la Guardia Nacional Bolivariana, sustituyendo al mayor general Fabio Zavarse, quien cumplía funciones desde 2019.
El 7 de julio de 2023, pasa a fuerza de reserva, tras 33 años de servicio en la FANB, dejando la comandancia de la Guardia Nacional Bolivariana, quién la sustituye el mayor general Elio Estrada Paredes.